# Cadmus et Hermione
Pour les articles homonymes, voir Cadmos (homonymie) et Hermione.
Représentations notables
- 2008, au Théâtre national de l'Opéra-Comique, par Le Poème harmonique

Airs
- « Belle Hermione, hélas ! », (Acte V, Scène 1, Cadmus)

Cadmus et Hermione, LWV. 49, est une tragédie lyrique du compositeur français Jean-Baptiste Lully sur un livret de Philippe Quinault, créée en 1673 à l'Académie royale de musique. L'histoire, inspirée des Métamorphoses d'Ovide, met en scène un épisode de la mythologie gréco-romaine.
L'œuvre, bien que nommée « tragédie en musique » par les créateurs à l'époque, est considérée comme l'un des tout premiers opéras français avec Pomone de Robert Cambert et Pierre Perrin, créé en 1671 avec grand succès. Ceux-ci ouvrent la voie à un genre spécifique français de l'opéra baroque, se démarquant de l'opera italienne mais également du ballet de cour, autre genre lyrique français.

## Historique

### Contexte
Jean-Baptiste Lully est nommé Surintendant de la musique à la Cour du Roi en 1661, après s'être fait remarquer très tôt par le jeune roi Louis XIV. Pendant une dizaine d'années, le compositeur d'origine italienne collabore avec Molière pour la création de nombreuses mises en musique des pièces de ce dernier, telles que Le Bourgeois Gentilhomme, créée en 1670 et qui sera la dernière du duo. En 1669, Louis XIV autorise la création d'une Académie d'Opéra où quelques opera italiennes sont jouées.
En 1671, Pomone du duo Cambert-Perrin remporte un énorme succès : l'ouvrage est joué plus de cinq-cinquante fois les huit premiers mois. Témoin de cette expérience Jean-Baptiste Lully, en 1672, fait jouer Les Fêtes de l’Amour et Bacchus, ouvrage adoptant déjà la forme de la tragédie lyrique, mais qui est un agglomérat de morceaux préexistants. Cette tentative permet notamment de tester la réception du public à ce nouveau genre musical, proche de l'opéra vénitien mais s'en éloignant en même temps, encore inconnu à son oreille.
En 1672, Jean-Baptise Lully se voit également confier l'exclusivité du théâtre en musique, expropriant de fait les ouvrages italiens ainsi que les pièces de théâtre mises en musique de Molière. Quand leur travail commun est donc interrompu, il se met à composer des œuvres lyriques avec le librettiste Philippe Quinault.
Cadmus et Hermione est le premier ouvrage de ce nouveau genre lyrique à paraître, et son importance sur la musique française peut se comparer à l'Orfeo de Claudio Monteverdi, première opera recensée qui soit parvenue jusqu'à nous. Ce nouveau style délaisse les parties déclamées au profit d'une musique entièrement chantée, suivie tout le long par un récitatif. Ayant le monopole du genre lyrique et cherchant à se démarque de l'opera italienne, Jean-Baptiste Lully s'éloigne de sa forme traditionnelle que l'on trouve chez Claudio Monteverdi ou Francesco Cavalli pour adapter le genre au rythme et à l'esprit de la langue française.

### Création
La toute première représentation de l'opéra daterait du 1er février 1673. L'œuvre est également jouée à partir de mi-avril au jeu de paume de la rue de Vaugirard, près du Jardin du Luxembourg à Paris.
Cadmus et Hermione est créé le 27 avril 1673, date à laquelle s'effectue la première représentation avec le roi, qui se déplace dans la capitale pour assister à la représentation. Elle se déroule dans le Faubourg Saint-Germain à l'Académie Royale de musique. La distribution y est la suivante : François Beaumavielle, Clédière, Mademoiselle Cartilly et Madame Brigogne. La mise en scène, rapporte la Gazette de France d'alors, est assurée par Carlo Vigarani, architecte italien et intendant du roi, et inclut des machines et décorations imposantes. Les costumes et les décors sont dessinés par Jean Bérain.
L'opéra obtient un énorme succès : lors de la première qui est jouée en présence de Louis XIV, il « se montra extraordinairement satisfait de ce superbe spectacle ». En effet, le lendemain, le roi donne à Jean-Baptiste Lully la salle du Palais Royal, jusqu'alors occupé par la troupe de Molière, ce dernier étant mort deux mois auparavant, délogeant par là-même les acteurs ainsi que la troupe des Comédiens Italiens.
Il y a deux autres représentations avec la même distribution en juillet 1674 dans les Jardins de Versailles et au Palais Royal, que Jean-Baptiste Lully venait de récupérer après le départ des troupes de théâtre.

### Postérité
Cadmus et Hermione est régulièrement repris pendant les décennies suivantes, sur les scènes parisiennes notamment. L'ouvrage est donné en 1678 avec une toute nouvelle distribution à Saint-Germain-en-Laye, ainsi que l'année suivante au Théâtre du Palais-Royal. En décembre 1690, la pièce est de retour dans cette même salle avec des nouveaux acteurs, dont notamment Mademoiselle de Maupin pour ses débuts à l'opéra. Par ailleurs, cette production, qui est reprise en 1691, fait également office de débuts pour la danseuse Marie-Thérèse de Subligny. On reverra la pièce sur les planches françaises en 1703, 1711 et 1737 notamment. À l'international, l'opéra a également sa place dans plusieurs salles. Il est monté à Londres en 1686 par une troupe française en déplacement, dont Henry Purcell puise à ce moment le thème du prologue pour son propre ouvrage, le semi-opéra The Tempest. Par ailleurs, on le voit également joué à Amsterdam l'année suivante et au Théâtre de la Monnaie de Bruxelles en novembre 1734.
En ce qui concerne l'influence de cet ouvrage sur la musique en France, Jean-Baptiste Lully compose, les années qui suivent, treize autres tragédies lyriques, jusqu'au retrait de Philippe Quinault de l'activité artistique. Cet ouvrage fixe la forme de la tragédie lyrique française en un prologue et cinq actes. Par ailleurs, des compositeurs comme Marc-Antoine Charpentier ou André Campra tenteront de prendre la suite mais ce sera au travers de Jean-Philippe Rameau que le genre trouve sa succession. Plusieurs parodies de la tragédie lyrique voient le jour : Pierrot Cadmus de Denis Carolet est joué après une reprise de l'ouvrage en août 1737 à la foire St Laurent. Louis Fuzelier écrit La Matrone d’Éphèse en 1714 et Charles de Saint-Évremond l'évoque dans son ouvrage Opéras de 1676.
En 2001, une représentation est montée en première au Théâtre de Villefranche-sur-Saône à l'occasion du Festival d’Ambronay, par l'Orchestre, danseurs et solistes de l’Académie baroque européenne, sous la direction de Christophe Rousset, mise en scène par Ludovic Lagarde et chorégraphiée par Odile Duboc. On y retrouve notamment Boris Grappe en Cadmus et Ingrid Perruche en Hermione. La production est reprise dans de nombreuses salles de spectacles en France, comme l'Opéra d’Avignon, l'Opéra Royal de Versailles ou encore l'Opéra de Rennes. Une version de concert en est également donnée à Bruxelles au Palais des Beaux Arts.
Cadmus et Hermione est représenté sur scène en 2008, repris en 2010, au Théâtre national de l'Opéra-Comique et Rouen par Le Poème harmonique, sous la direction de Vincent Dumestre, mis en scène par Benjamin Lazar et chorégraphié par Gudrun Skamletz. Les rôles de Cadmus et d'Hermione sont assurés respectivement par André Morsch et la soprano Claire Lefilliâtre. Cette production, qui participe de la redécouverte de l'ouvrage, donne lieu à une captation vidéo. L'accent est donné ici sur une représentation fidèle à la manière de l'époque, reproduisant les décors avec changements à vue ainsi que la diction qui tente de reproduire le parler d'alors. Une version de concert est donnée en 2019, toujours dirigée par Vincent Dumestre, à l'Opéra Royal du Château de Versailles, avec Thomas Dolié et Adèle Charvet.

## Description
Comportant un prologue et cinq actes avec ballets, l'intrigue est tirée du poème épique de l'écrivain antique Ovide, depuis la huitième fable de premier livre des Métamorphoses. L'histoire, bien qu'adaptée de ce récit, prend certaines libertés, laissant notamment de côté la métamorphose des deux amants en serpents. La prologue, quant à lui, fait raconter par des bergers la manière dont Apollon tue le serpent Python de ses flèches.
L'édition du livret de 1673 par Christophe Ballard inclut un frontispice dessiné par François Chauveau, dessinateur et graveur du roi. L'année suivante, une nouvelle édition de ce livret paraît chez Baudry.
Le Soleil est chanté par une haute-taille c'est-à-dire un ténor et non un baryton comme indiqué ! Jean Borel de Miracle (1646-1728) étant un ténor très réputé à son époque. 

### Rôles

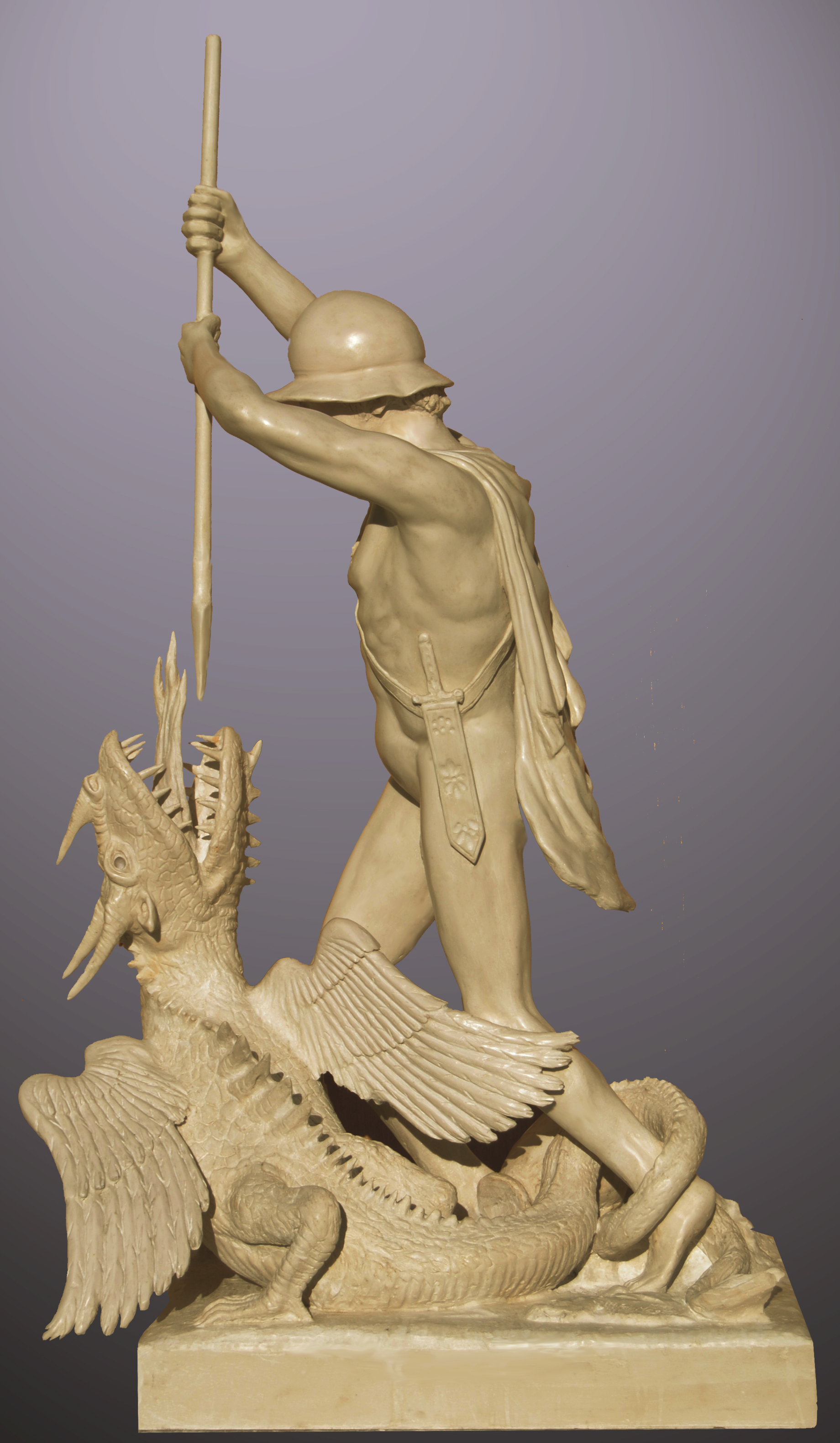
Cadmus tuant le dragon, José Manuel Félix Magdalena

| Rôle                                                              | Voix                       | Créateurs,               | 2008, Opéra Comique Vincent Dumestre |
| Prologue                                                          | Prologue                   | Prologue                 | Prologue                             |
| ----------------------------------------------------------------- | -------------------------- | ------------------------ | ------------------------------------ |
| Palès                                                             | dessus (soprano)           | Marie-Jossier Cartilly   | Camille Poul                         |
| L'Envie                                                           | haute-contre (ténor)       | Bernard Clédière         | Romain Champion                      |
| Le Soleil                                                         | taille (baryton)           | Jean Borel Miracle       | David Ghilardi                       |
| Le dieu Pan                                                       |                            | M. Morel                 | Arnaud Marzorati                     |
| Mélisse                                                           | bas-dessus (mezzo-soprano) | Marie-Jossier Cartilly   | Isabelle Druet                       |
| Echion, dieu champètre                                            |                            |                          | Jean-François Lombard                |
| Chœur de bergers, nymphes, zéphyrs, etc.                          |                            |                          |                                      |
| Pièce                                                             |                            |                          |                                      |
| Cadmus, fils d'Agénor, roi de Tyr                                 | taille (baryton-basse)     | François Beaumavielle    | André Morsch                         |
| Hermione, fille de Mars et Vénus                                  | dessus (soprano)           | Marie-Madeleine Brigogne | Claire Lefilliâtre                   |
| Charite, confidente d’Hermione                                    | bas-dessus (mezzo-soprano) | Marie-Jossier Cartilly   | Isabelle Druet                       |
| Arbas, assistant de Cadmus                                        |                            | M. Langeais              | Arnaud Marzorati                     |
| La Nourrice                                                       | haute-contre (ténor)       | Bernard Clédière         | Jean-François Lombard                |
| Draco, géant, roi d'Aonia                                         | basse                      | Rossignol                | Arnaud Richard                       |
| Junon                                                             |                            | Mme Des Fronteaux        | Luanda Siqueira                      |
| Alcante, suivante d'Hermione                                      |                            | Mme Piesche              | Luanda Siqueira                      |
| Pallas                                                            |                            | Mme Bony                 | Eugénie Warnier                      |
| L'Amour                                                           | haute-contre               | M. Antonio               | Camille Poul                         |
| Premier prince tyrien                                             | taille                     | Bernard Clédière         | David Ghilardi                       |
| Second prince tyrien                                              | taille                     | M. Gingan                | Vincent Vantyghem                    |
| Jupiter                                                           | basse                      |                          | Geoffroy Buffière                    |
| Mars                                                              | basse                      | M. Pulvigny              | Arnaud Richard                       |
| Le Grand sacrificateur de Mars                                    |                            | M. Godonesche            | Geoffroy Buffière                    |
| Troupe d'Africains, géants, soldats, furies, sacrificateurs, etc. |                            |                          |                                      |

### Résumé
L'histoire se déroule en Grèce, dans la Boétie. Cadmus aime Hermione, fille du dieu Mars, déjà promise au géant Dracon. Cadmus tue le dragon du géant puis doit se mesurer à Dracon lui-même. Il est aidé par Pallas qui transforme Dracon en statue. Junon enlève Hermione, mais l'amour finira par triompher et les deux amants se marient sous les auspices de l'Olympe.

### Argument

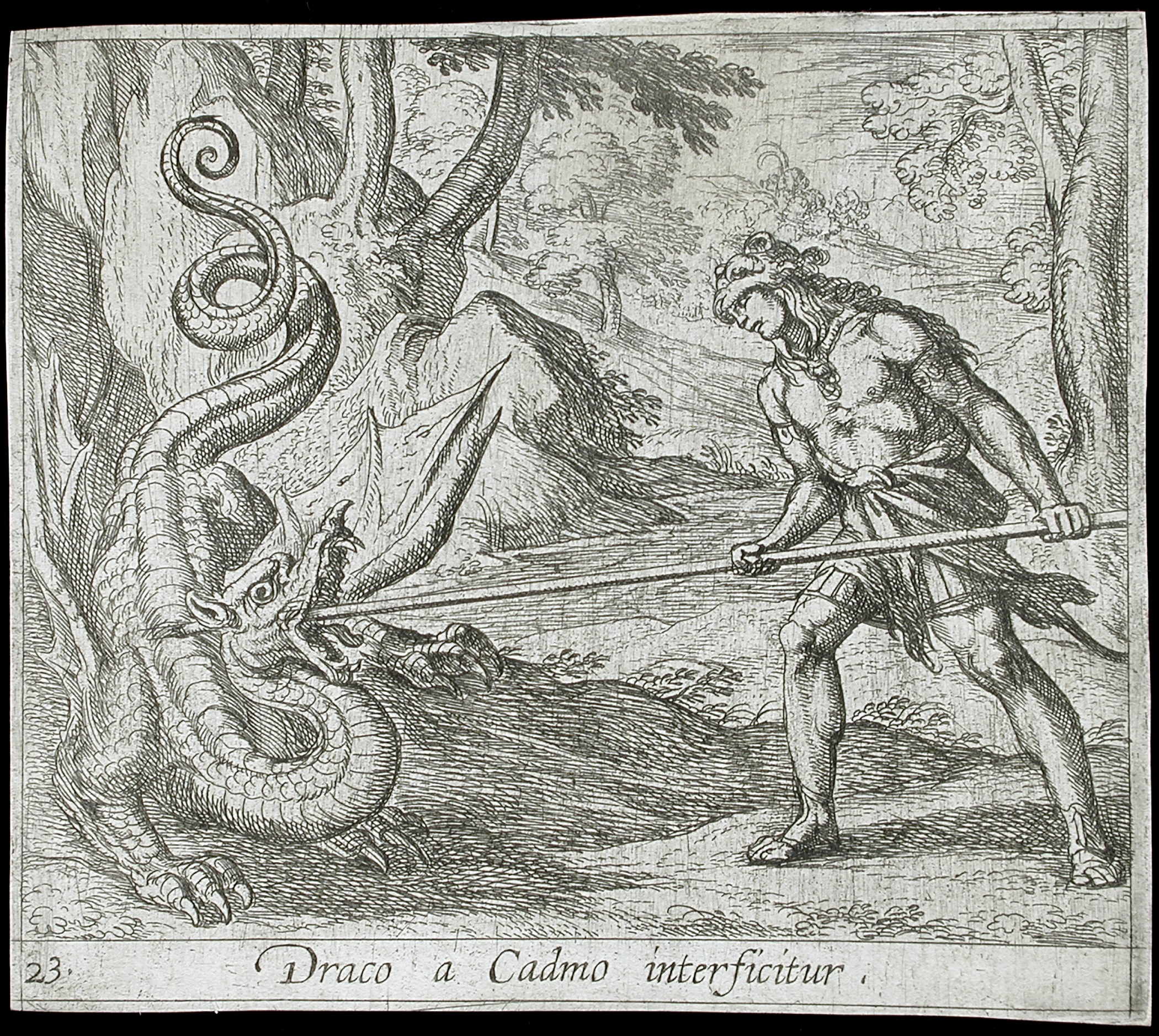
Cadmus tuant le dragon, Antonio Tempesta, vers 1606.

#### Prologue
L'Envie interrompt les jeux des nymphes et des bergers et invoque le serpent Python, bientôt tué par la lumière du Soleil. Les bergers chantent leur joie et reprennent leurs jeux.

#### Acte I
Cadmus, prince égyptien parti à la recherche de sa sœur Europe, s'est arrêté en Grèce et est tombé amoureux de la princesse Hermione, fille de Mars. Seulement, ce dernier a promis sa fille au géant Draco, que le dieu favorise. Si Cadmus veut Hermione, il doit surmonter les épreuves que le dieu va mettre sur sa route. Le héros est aidé par Pallas tandis que le géant est soutenu par Junon.

#### Acte II
Arbas, aide de Cadmus, tente vainement de séduire Charite, confidente de la princesse, tout en essayant de repousser l'amour pressant de La Nourrice ; Cadmus fait ses adieux à Hermione. L'Amour paraît et tente de distraire la princesse tout en lui promettant de protéger et d'aider le héros.

#### Acte III
La première épreuve de Cadmus est de triompher du dragon de Mars, qui vient de dévorer deux africains et terrorise ses compagnons. Arbas fait semblant de se battre contre le dragon avant de fuir par lâcheté, alors que Cadmus reparaît et tue le monstre.

#### Acte IV
L'épreuve suivante de Cadmus est de récupérer les dents du dragon, de les épandre et de vaincre les monstres qui s'y transformeront. L'Amour vient en aide au héros et terrasse les soldats en les faisant s'entretuer. Les Géants attaquent ensuite Cadmus pour ne pas le laisser réussir les épreuves, mais Pallas le défend en pétrifiant le géant avec son bouclier orné de la tête de la Gorgone. Cadmus s'empresse de retrouver la princesse mais celle-ci se fait enlever par Junon.

#### Acte V
Cadmus est désespéré mais Pallas le rassure : Jupiter et les dieux le favorisent. Ceux-ci rendent Hermione à Cadmus et consacrent leur amour. Une fête des bergers s'ensuit, animée par les chants d'Arbas, pour célébrer les noces du héros et de la princesse.

## Analyse critique
Jean-Baptiste Lully, avec Cadmus et Hermione, bien qu'ayant intégré les enseignements des opéra-comiques de ses prédécesseurs, s'en émancipe et expérimente un genre plus complexe, entremêlant des morceaux de musiques et de théâtre d'une manière nouvelle. Le titre de ce type d'ouvrage, « tragédie mise en musique », clarifie les intentions des auteurs au sujet du rapport de l'importance entre musique et texte, que la première vient soutenir. En cela, la prosodie est particulièrement travaillée et nécessite une élocution le plus proche possible de la déclamation au théâtre.
L'humour et le comique des opéras vénitiens précédant Cadmus et Hermione se retrouve dans ce dernier, en particulier au travers des deux personnages confidents des rôles principaux : Arbas et Charite. En cela, le style de l'ouvrage n'est pas encore complètement émancipé de l'opéra italien : il faut pour cela attendre encore d'autres tentatives du duo Lully-Quinault, à l'instar d'Atys, créé en 1676.

## Enregistrements
- Cadmus et Hermione, Alpha Classics, 2008, DVD.
- Cadmus et Hermione, Lully, Château de Versailles, 2021, 2 CD, dir. Vincent Dumestre, avec l'Ensemble Aedes[15].

## Sources